# Текбол

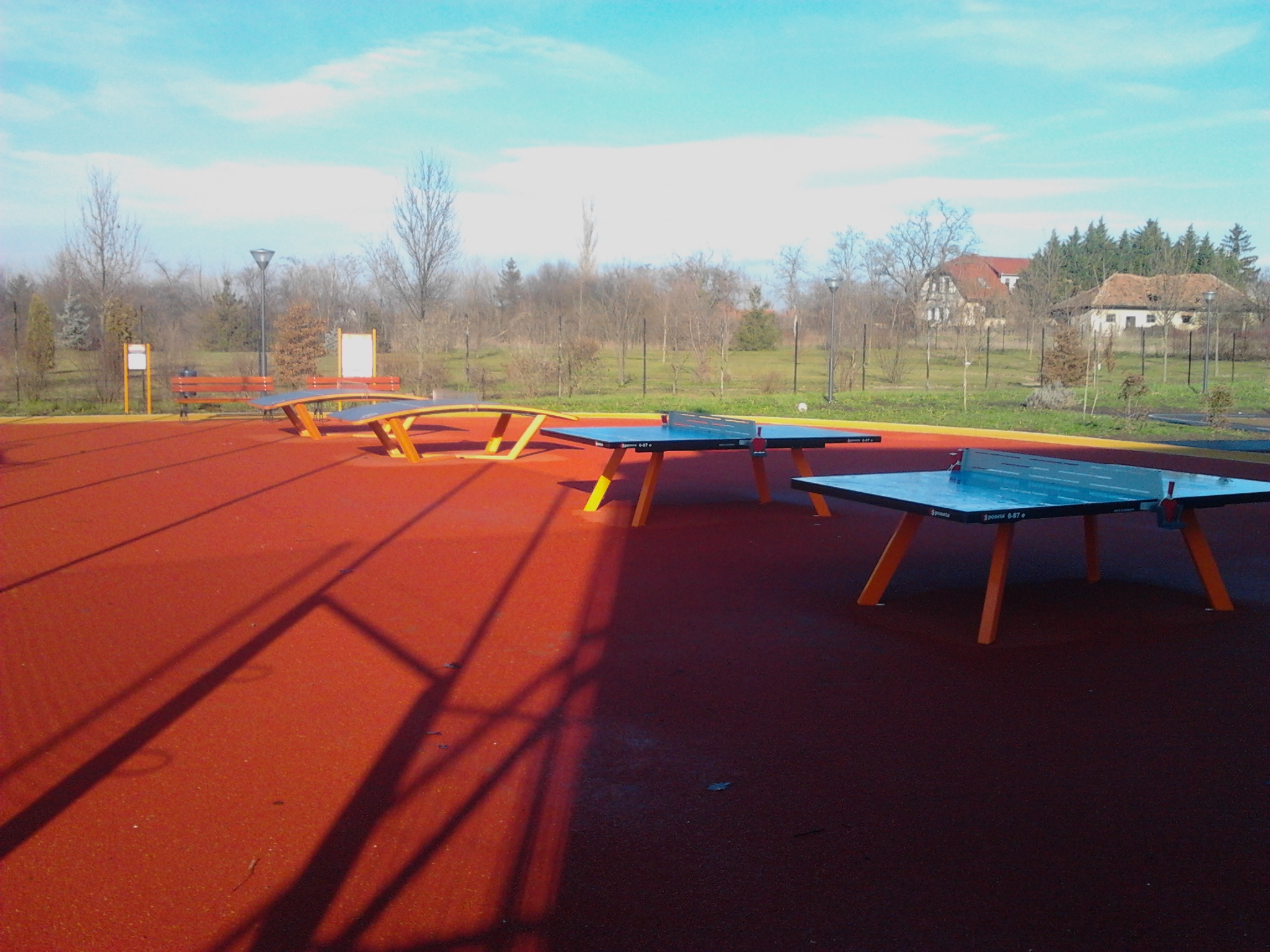
Столы для текбола рядом со столами для настольного тенниса Maklár, Венгрия

Текбол — вид спорта. В одиночной игре участвуют два игрока, в парной — три или четыре игрока. Игра напоминает настольный теннис. Используется искривленный стол и мяч, похожий на футбольный, ударять по которому можно любой частью тела, кроме рук. На международном уровне  игра представлена Международной федерацией текбола (FITEQ). Ряд футболистов мирового класса (например, Неймар и Коутиньо) уже приняли участие в соревнованиях, обсуждается возможный олимпийский статус этого вида спорта.

## История
Текбол был изобретен в 2014 году в Венгрии двумя любителями футбола: Габором Бо́ршани, бывшим профессиональным футболистом, и Виктором Ху́саром, программистом.

## Внешние ссылки
- Домашняя страница FITEQ
- Новый популярный вид спорта - текбол